# Helionides bawangensis
Helionides bawangensis är en insektsart som först beskrevs av Zhang och Chou 1988.  Helionides bawangensis ingår i släktet Helionides och familjen dvärgstritar. Inga underarter finns listade i Catalogue of Life.